# Capa roșie
Capa roșie, cunoscută uneori și sub numele de Madame Monet, este o pictură în ulei pe pânză, realizată posibil în 1869-1870 de pictorul francez Claude Monet. Pictura o înfățișează pe soția lui Claude Monet, Camille, trecând pe lângă o fereastră, îmbrăcată într-o capă roșie.
Monet a pictat tabloul în timp ce locuia în Argenteuil. Situația solitară de acasă i-a permis să picteze în relativă liniște, precum și să petreacă timp cu familia. Este singura pictură cunoscută a lui Monet care o prezintă pe Camille Monet și este expusă la Muzeul de Artă din Cleveland, Ohio.